# Calcinus
Calcinus is een geslacht van hermietkreeften in de familie Diogenidae en bevat volgende soorten:
- C. albengai Poupin & Lemaitre, 2003
- C. anani Poupin & McLaughlin, 1998
- C. areolatus Rahayu & Forest, 1999
- C. argus Wooster, 1984
- C. californiensis Bouvier, 1898
- C. dapsiles Mogan, 1989
- C. elegans (H. Milne Edwards, 1836)
- C. explorator Boone, 1930
- C. gaimardii (H. Milne Edwards, 1848)
- C. gouti Poupin, 1997
- C. guamensis Wooster, 1984
- C. haigae Wooster, 1984
- C. hakahau Poupin & McLaughlin, 1998
- C. hazletti Haig & McLaughlin, 1984
- C. imperialis Whitelegge, 1901
- C. inconspicuus Morgan, 1991
- C. isabellae Poupin, 1997
- C. kurozumii Asakura & Tachikawa, 2000
- C. laevimanus (Randall, 1840)
- C. latens (Randall, 1840)
- C. laurentae Haig & McLaughlin, 1984
- C. lineapropodus Morgan & Forest, 1991
- C. minutus Buitendijk, 1937
- C. morgani Rahayu & Forest, 1999
- C. nitidus Heller, 1865
- C. obscurus Stimpson, 1859
- C. orchidae Poupin, 1997
- C. paradoxus Bouvier, 1922
- C. pascuensis Haig, 1974
- C. pulcher Forest, 1958
- C. revi Poupin & McLaughlin, 1998
- C. rosaceus Heller, 1861
- C. seurati Forest, 1951
- C. sirius Morgan, 1991
- C. spicatus Forest, 1951
- C. talismani A. Milne Edwards & Bouvier, 1892
- C. tibicen (Herbst, 1791)
- C. tropdiomanus Lewinsohn, 1981
- C. tubularis (Linnaeus, 1767)
- C. urabaensis Campos & Lemaitre, 1994
- C. vachoni Forest, 1958
- C. vanninii Gherardi & McLaughlin, 1994
- C. verrilli (Rathbun, 1901)